# 徳政相論
| 藤原緒嗣（左）と菅野真道（右）いずれも菊池容斎『前賢故実』より  |  | 藤原緒嗣（左）と菅野真道（右）いずれも菊池容斎『前賢故実』より |
| 藤原緒嗣（左）と菅野真道（右） いずれも菊池容斎『前賢故実』より |  |                                                                |

徳政相論（とくせいそうろん）は、平安時代初期の延暦24年（805年）に、桓武天皇が参議の藤原緒嗣と菅野真道に天下の徳政について討議させた政策論争。天下徳政相論とも呼ばれる。論争の後、桓武天皇は緒嗣の意見を採用して桓武朝の二大事業であった蝦夷征討と平安京造都を停止した。

## 経緯
延暦24年12月7日（ユリウス暦805年12月31日）、桓武天皇から中納言近衛大将藤原内麻呂に勅命が下り、殿中において参議右衛士督・藤原緒嗣と参議左大弁・菅野真道に天下の徳政について相論させた。
32歳の青年参議である緒嗣は「方今天下の苦しむ所は、軍事と造作となり。此の両事を停むれば百姓安むぜむ」と、軍事（蝦夷征討）と造作（平安京造都）こそが天下の民を疲弊させている原因であるとして、それらの停止を強く主張した。緒嗣は、桓武天皇の即位に尽力した藤原百川の長子であった。
これに対し65歳の老参議である真道は「真道意義を確執し、聴くことを肯むぜず」と、頑固に意義を唱えて聞き入れなかった。真道は、桓武天皇の信任が厚い渡来系氏族出身の腹心の臣で、桓武天皇の生母である高野新笠と同族の百済系渡来系氏族であった。
緒嗣と真道2人の論は真っ向から対立したが、桓武天皇が支持したのは、両政策の停止を主張する緒嗣の意見であった。天皇は自らの判断で蝦夷征討と平安京造都の停止を決定した。
『日本後紀』の編者は、緒嗣の議を善とした桓武天皇を「有識之を聞きて、感歎せざる莫し」と論評している。

## 相論後
相論から3か月後の延暦25年3月17日（ユリウス暦806年4月9日）、桓武天皇は70歳で崩御した。
菅野真道は『続日本紀』の編者の一人として、藤原緒嗣は『日本後紀』の中心的編者として知られている。『日本後紀』は桓武天皇の功績について、「宸極に登りてより、心を政治に励し、内には興作を事とし、外には夷狄を攘つ。当年の費と雖も、後世頼とす」と評している。
また、征夷大将軍参議・坂上田村麻呂も相論の席に参列していたものと考えられる。田村麻呂は延暦23年1月28日（ユリウス暦804年3月13日）に征夷大将軍に任命されていたが、徳政相論によって桓武朝第四次蝦夷征討は中止された。

## 関連資料
徳政相論が記録される資料
- 『日本後紀』 - 散逸度が高く、抄録しか残らない。

### 原典
1. 1 2 3 4 5  『日本後紀』延暦二十四年十二月壬寅（七日）条
2. ↑  『日本後紀』大同元年四月庚子（七日）条